# 崔尔杰
崔尔杰（1935年11月10日—2010年12月13日），男，原籍河北高阳，生于山东济南，中国空气动力学家。

## 生平
崔尔杰原籍河北高阳，1935年出生于山东济南。1959年毕业于北京航空学院空气动力学专业。
2010年12月13日晚因突发心脏病在北京去世。

## 学术贡献
崔尔杰在中国率先开展航天器非定常气动力和流固耦合问题的研究；提出利用非定常激励进行流动控制获得高升力的方法并揭示其机制；建立和发展复杂飞行器外形考虑气动干扰的气动弹性分析新方法；发展涡致振动的非线性振子模型，提出抑制涡致振动的多种途径。

## 奖项和荣誉
1999年当选为中国科学院院士。2005年，因在“空气动力学”领域的贡献获得第四届周培源力学奖。